# Gehyra borroloola
Espèce
Statut de conservation UICN

 LC  : Préoccupation mineure
Gehyra borroloola est une espèce de geckos de la famille des Gekkonidae.

## Répartition
Cette espèce est endémique d'Australie. Elle se rencontre dans le golfe de Carpentarie au Queensland et au Territoire du Nord.

## Étymologie
Cette espèce est nommée en référence à la ville de Borroloola.

## Publication originale
- King, 1984 : The Gehyra australis species complex (Sauria: Gekkonidae). Amphibia-Reptilia, vol. 4, n. 2/4, p. 147-169.